# Totenschädel (Schachten)

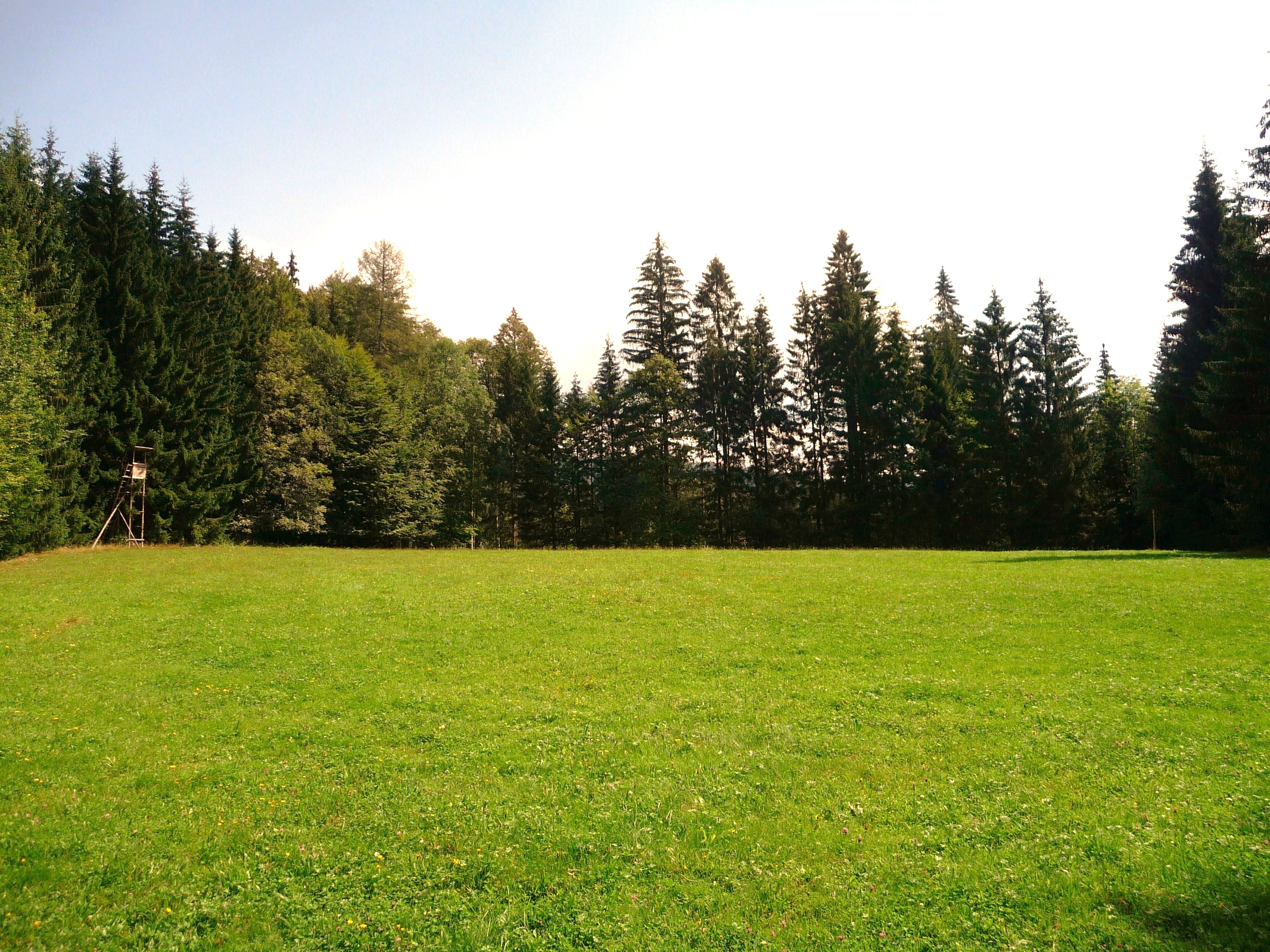
Der Totenschädel-Schachten

Der Totenschädel ist ein Schachten im Nationalpark Bayerischer Wald im niederbayerischen Landkreis Regen.
Er liegt zwischen Scheuereck und Spiegelhütte in einer Höhenlage von etwa 800 Metern und ist damit der einzige erhaltene Schachten im Landkreis Regen, der sich nicht in den Hochlagen befindet.
Über den zwei Hektar großen Schachten führt ein Wanderweg, dessen Verlauf teilweise mit einer alten Verbindung zwischen Bayern und Böhmen identisch ist. Einige hundert Meter oberhalb wurde eine Lanzenspitze aus der Merowingerzeit gefunden. Der für einen Schachten ungewöhnliche Name geht möglicherweise auf einen derartigen Fund zurück. „Totenschädel“ hieß die Stelle bereits vor der Anlage des Schachtens.
1731 reuteten Lindberger Bauern an der Stelle acht Tagwerk Wald. Die ursprüngliche Begründung war, der Wind habe so viele Bäume umgerissen, dass das Vieh nicht mehr durchkomme und das Wild hier keinen Einstand habe. Was die Bauern von den großen Mengen Holz nicht privat verbrauchen konnten, verbrannten sie an Ort und Stelle. Anschließend bauten sie in gleicher Verteilung Roggen an, den sie auch miteinander schnitten. Später wurde daraus jedoch, wie das bei allen anderen Schachten ursprünglich der Fall war, eine Viehweide.
Bereits 1831 war der Schachten auf sechs Tagwerk (zwei Hektar) geschrumpft. Der Totenschädel wurde ungewöhnlich lange, nämlich bis ins Jahr 2007, von Kühen eines Landwirtes aus Spiegelhütte beweidet.